# Martina Piccolo
Martina Piccolo (Cittadella, 12 dicembre 1988) è un arbitro di calcio a 5 italiano.

## Carriera Nazionale
Diventa arbitro della sezione di Padova nel 2011 e dopo un primo approccio con il calcio a 11, dove arriva fino alla Prima Categoria, poi passa al Calcio a 5.
Entra nell’organico C.A.N. 5 nella stagione 2018 - 2019 arbitrando gare di Serie B e alla fine della prima stagione sportiva viene designata per il Quarto di Finale di Coppa Italia femminile, il "derby d’Abruzzo", Montesilvano – Pescara.
Dopo aver esordito in Serie A2, nella stagione 2020 - 2021 le viene affidato il Quarto di Finale di Coppa Italia di A2 Futsal Polistena – L84 e in seguito la gara di Finale Play Off di Serie B tra Ascoli Piceno e Elledi Fossano.
Al termine della stagione, dopo soli 3 anni di permanenza, viene promossa nell’organico CAN 5 Elite.
Esordisce in Serie A il 13 ottobre 2021 nella gara CMB Matera-Italservice Pesaro affiancata dal collega Nicola Manzione.
Nella stagione d’esordio viene designata come Cronometrista nella Finale di Supercoppa femminile tra Futsal Pescara e Città di Falconara. In seguito viene impegnata anche a Bisceglie come arbitro nella Finale di Coppa Italia Femminile tra Real Statte - Città di Falconara; chiude infine la stagione dirigendo gara 2 di un Quarto di Finale scudetto maschile tra Futsal Pescara e Olimpus Roma.
La stagione 2022-23 inizia con un remake della finale di Coppa Italia dell’anno prima, arbitra infatti la Finale di Supercoppa Femminile sempre tra Real Statte e Città di Falconara. Sempre nella stessa stagione viene impiegata come Terzo arbitro nella Finale di Coppa Italia femminile tra Kick off e Bitonto Calcio a 5 e poi come arbitro nel derby campano, gara 2 Semifinale Scudetto, Napoli Futsal – Feldi Eboli.
Ad inizio stagione 2023-2024 viene subito designata per il primo big match stagionale, la Finale di Supercoppa Italiana Maschile tra Feldi Eboli e L84.
Viene quindi impegnata nella Final Four di Coppa Italia maschile di Policoro, l’11 marzo 2024 arbitra infatti la gara di Semifinale Ecocity Genzano – Napoli Futsal.
Nella stagione 2024 – 2025 a gennaio viene impiegata come 4° arbitro nella Finale di Supercoppa Italiana di Catania, nella sfida tra i padroni di casa della Meta Catania e il Napoli Futsal.
Dirige il 23 marzo 2025 la Finale di Coppa Italia maschile a Jesi tra Ecocity Genzano - Feldi Eboli. Manifestazione che ha visto per la prima volta in assoluto in Italia l'utilizzo del Video Support.
Conclude la sua stagione Venerdì 27 giugno arbitrando gara 2 della finale scudetto, decisiva della competizione, tra il Meta Catania e il Napoli Futsal davanti a 5.000 spettatori.

## Carriera Internazionale
A poco più di un anno dall’esordio in Serie A, a fine 2022, viene nominata arbitro Internazionale entrando a far parte delle liste FIFA per il 2023.
Si aggiunge quindi al collega Daniele Chiffi portando per la prima volta nella storia la sezione di Padova ad avere due arbitri internazionali.
Fa il suo esordio nel marzo 2023 in Kosovo dove svolge il ruolo di terzo arbitro in un round che ricomprende Kosovo, Olanda, Bosnia Herzegovina e Lituania per le qualificazioni al Mondiale 2024 in Uzbekistan .
Viene impiegata sempre come terzo arbitro anche il 18 aprile 2023 in Lituania nella gara Lituania – Repubblica Ceca valida anch’essa come spareggio per le qualificazioni al FFWC2024.
Esordisce quindi come arbitro a Riga (Lettonia) nell’agosto 2023 quando dirige ben 3 partite nel turno preliminare di UEFA Futsal Champions League 2023-2024. (Jahn 1889 Regensburg - Riga Futsal club, Jahn 1889 Regensburg - Araz Naxcivanm e la sfida decisiva tra Riga Futsal club e Araz Naxcivanm)
Il 6 ottobre 2023 viene impiegata in Romania come terzo arbitro per la partita Romania – Olanda valida per le qualificazioni al FFWC2024.
A giugno 2024 viene selezionata e parte per Shanghai in Cina dove arbitra numerose gare del prestigioso torneo internazionale per i mondiali universitari Fisu World University Futsal Championships. Chiude il torneo dirigendo la finale femminile Brasile - Portogallo. 
Dal 16 al 19 ottobre 2024 viene impiegata in Repubblica Ceca nel Main round per le Qualificazioni al 1° Mondiale Femminile. Oltre alla nazione locale il gruppo ricomprendeva anche Ucraina, Irlanda del Nord e Francia.
Il 2025 internazionale inizia in Lettonia dove dal 26 al 29 marzo dirige più gare del gruppo 4 (Andorra, Belgio, Lettonia, Slovenia) del Main Round di Qualificazioni UEFA EURO U19.
Nell’ambito del progetto “AIA Erasmus Arbitrale” svolge il ruolo di accompagnatrice per 8 giovani arbitri di calcio a 5 nella tappa di Madeira (Portogallo) sia nel 2024 che nel 2025.
Dal 17 al 26 Luglio prende parte all'edizione 2025 di Zagabria dei campionati Europei Universitari di Futsal, organizzati dall' European University Sports Association. In ambito femminile dirige la semifinale tutta spagnola tra Università di Barcellona e Rey Juan Carlos e la finale per il 5^ posto tra Università di Zagabria e University of Economy Bydgoszcz (Polonia).